# Tungarakikker
De tungarakikker (Engystomops pustulosus) is een amfibie uit de familie fluitkikkers (Leptodactylidae).
De soort werd voor het eerst wetenschappelijk beschreven door Edward Drinker Cope in 1864. Oorspronkelijk werd de wetenschappelijke naam Paludicola pustulosa gebruikt en ook de soortaanduiding stentor is wel gebruikt voor deze soort.

## Uiterlijke kenmerken
De lichaamslengte bedraagt ongeveer drie tot vier centimeter. De huid heeft een wrattige structuur en is groen tot bruin van kleur.

## Voortplanting
In de paringstijd roepen de mannetjes luid om een partner. Dit doen ze door lucht in en uit de kwaakblazen te persen. Het eindresultaat is een jankende grondtoon, die eindigt met klokkende geluiden. Hoe meer klokgeluiden worden geproduceerd, des te meer kans op een partner. Maar dit heeft ook zijn schaduwzijden, want hierdoor worden ook roofzuchtige vleermuizen aangetrokken. Na de paring worden de eieren afgezet in een drijvend schuimnest in tijdelijke wateren.

## Verspreiding en leefgebied
Deze soort komt voor in delen van Midden-Amerika en noordelijk Zuid-Amerika en leeft in de landen Belize, Colombia, Costa Rica, El Salvador, Guatemala, Honduras, Mexico, Nicaragua, Panama, Trinidad en Tobago en Venezuela. De tungarakikker is hoofdzakelijk bodembewonend (terrestrisch) en leeft in de strooisellaag.